# Erro quadrático médio
Em estatística, o erro quadrático médio (EQM, ou MSE em inglês) ou risco quadrático de um estimador {\displaystyle {\hat {\theta }}} de um parâmetro escalar {\displaystyle \theta } para N amostras é definido por: 
{\displaystyle EQM({\hat {\theta }})=E[({\hat {\theta }}-\theta )^{2}]}
ou:
{\displaystyle EQM({\hat {\theta }})={\frac {1}{N}}\sum _{i=1}^{N}({\hat {\theta _{i}}}-\theta _{i})^{2}}
onde o símbolo {\displaystyle E} denota a operação de valor esperado ou esperança.

## Utilidade

### Comparação de estimadores
O erro quadrático médio é muito útil na comparação de estimadores, principalmente se um deles for viciado (isto é, quando {\displaystyle E[{\hat {\theta }}]\neq \theta }). Se os dois estimadores são não-viciados, o estimador mais eficaz é simplesmente aquele com a menor variância. Nós podemos efetivamente exprimir o erro quadrático médio em função do viés do estimador {\displaystyle b=E[{\hat {\theta }}]-\theta } em função de sua variância {\displaystyle Var[{\hat {\theta }}]=\sigma ^{2}}:
{\displaystyle EQM({\hat {\theta }})=b^{2}+\sigma ^{2}}